# Дарбазакум
Дарбазакум (каз. Дарбазақұм) — село в Панфиловском районе Жетысуской области Казахстана. Входит в состав Айдарлинского сельского округа. Код КАТО — 195633200.

## Население
В 1999 году население села составляло 440 человек (193 мужчины и 247 женщин). По данным переписи 2009 года, в селе проживало 597 человек (295 мужчин и 302 женщины).